# فيبل 2
لعبة Fable II هي لعبة يتقمص فيها اللاعب دور أحد الشخصيات، صممتها (Lionhead) ونشرتها (Microsoft Game Studios for Xbox 360)، وهي تكملة للعبة Fable، وكان قد أعلن عنها في عام 2006 ثم صدرت في أكتوبر 2008.
تدور أحداث اللعبة في عالم البيون الخيالى، بعد خمسمائة سنة من زمن [[Fable، في حقبة استعمارية تشبه زمن قطاع الطرق أو زمن التنوير؛ لا تزال المدافع بدائية، وتقام القلاع والمدن الكبيرة بدل القرى.|Fable، في حقبة استعمارية تشبه زمن قطاع الطرق أو زمن التنوير؛ لا تزال المدافع بدائية، وتقام القلاع والمدن الكبيرة بدل القرى.]][5] يمكن للاعب، خلافا للواقع، أن يختار إما أن يكون ذكرا أو أنثى. 
لعب المخرج المبدع بيتر مولينوكس دورا رئيسيا في تقديم هذه اللعبة للجمهور، كما فعل قبل صدور Fable الأصلية.

## طريقة اللعب
توجد في اللعبة مشاهد تفاعلية وأخرى غير تفاعلية. وتقول Lionhead أن المشاهد غير التفاعلية تستغرق أقل من خمس دقائق من وقت اللعبة.
يمكن للاعب استخدام تعبيراته أثناء الحوار في المشاهد التفاعلية حتى أنه يمكنه أن يهرب من المكان وبالتالي يتخطي ذلك؛ ثم يمكن أن يعود لنفس المكان ليبدأ المشهد مرة أخرى. وإذا هرب اللاعب من مشهد به معلومات مهمة، فإن الشخصية تنتظره حتى يعود.
هناك كلب يرافق اللاعب ويساعده وهو طفل. ويظل هذا الكلب يتبع اللاعب خلال اللعبة. يتعلم الكلب الحيل ويحارب الأعداء كما يعثر على الكنز ويساعد في البحث (عند الحاجة). بلإضافة إلى أنه يساعد في القتال على أفضل وجه ممكن. يدل مظهر الكلب على اختيارات اللاعب وكذلك تغير اللون يكون تبعا لحالة اللاعب، فإذا كان اللاعب على الحياد سيظل اللون رمادي، وإذا كان اللاعب صالح سيتحول لون معطف الكلب إلى اللون الذهبي، أما إذا كان غير صالح سيصبح لونه أسود.
يمكن تغيير فصيلة الكلب باستخدام الجرعات في الجزء الجديد القابل للتحميل (DLC) بعنوان "See the Future". تتاح ثلاث فصاثل للاختيار من بينها هي: الكلب الدلماسي والبوليسى وكلب الاسكيمو. 

### العلاقات الأسرية
يمكن لشخصية اللاعب في Fable II أن تتزوج (بما في ذلك [[الزواج من نفس الجنس) وتنجب أطفالا، كما تدخل في علاقات الزنا والجنس الجماعى، وكذلك يمكن الجمع بين زوجتين وتعدد الزوجات.|الزواج من نفس الجنس) وتنجب أطفالا، كما تدخل في علاقات الزنا والجنس الجماعى، وكذلك يمكن الجمع بين زوجتين وتعدد الزوجات.]] كما يمكن أن يطلّق أحد الزوجين اللآخر، أو يطلقهما اللاعب بنفسه. وكما هو الحال في العائلة الحقيقية، يجعل الوقت الذي يقضوه معا والتفاعل بينهم الروابط بينهم قوية ويقلل فرصة مغادرة أحدهم. ومن الممكن أيضا أن تصبح الشخصية أرملة عند وفاة أحد الشريكين.
تبدأ العلاقات كما في Fable الأصلية بالغزل وتبادل الهدايا والكلمات المألوفة. يعجب الطرفان ببعضهما باستخدام الكلمات المحببة للطرف اللآخر وتقديم الهدايا المفضلة. قد تقترح الشخصية على اللاعب ممارسة الجنس عند درجة معينة من الإعجاب (أو مقدار من المال في حالة شخصية العاهرة). قد ينتج عن ممارسة الجنس بدون حماية ولادة طفل ويؤدي أيضا إلى الأمراض التي تنتقل بالاتصال الجنسي، لكن هذا لا يؤثر على اللاعب بأي شكل من الأشكال. إذا اشترى اللاعب الواقي أو وجده، سيكون لديه خيار ممارسة الجنس المحمي.

### تحوّل الشخصيات
تتيح Fable II  تغير الشخصية تبعا للأفعال كما كان في حكاية رمزية. تتغير الشخصية ما بين الخير والشر والصلاح والفساد.
تبدو الشخصية الطيبة في صورة بطل شكله مبهج، له بشرة نضرة وشعر لامع، في حين تبدو الشخصية الشريرة في صورة شخص مخيف، شاحب البشرة وشعره أسود. كما سيجد اللاعب الصالح أن بطله له بشرة صافية ومضيئة، في حين تجد بطل اللاعب الفاسد له بشرة قبيحة بها عروق حمراء تمتد على كامل جسمه وقرونه. هذه الصفات مستقلة عن بعضها البعض، أي أنه من الممكن أن يكون اللاعب طيب لكنه فاسد في وقت واحد أو العكس بالعكس.
كما يتغير شكل الشخصية بين السمنة والنحافة، يحدد هذا الأطعمة التي يتناولها اللاعب؛ فالفواكه والخضار (وخصوصا الكرفس) تجعل اللاعب أكثر نحافة، بينما الكحول والفطائر واللحم تجعل البطل أكثر بدانة. بالإضافة إلى ذلك، تعطي الفواكه والخضراوات للاعب نقاط صلاح (لأن تناولها لا يعرّض الحيوانات لأذى)، بينما تعطي اللحوم والمشروبات الكحولية للاعب نقاط فساد (لأن تناول اللحوم يعرّض الحيوانات لأذى، كما تجعل الكحول الشخصية ثملة).
يغير الوصول لمستويات أعلى في اللعبة من مظهر شخصية اللاعب. فتزيد زيادة بنية الجسم من عضلات البطل. كما تجعل زيادة المهارات البطل أطول قامة. تؤدى قوة الإرادة والتعويذات لتكوّن علامات زرقاء لامعة تسمّى خطوط الإرادة وتظهر على الجسم كله.

### الوظائف
لايكسب اللاعب مالا من البحث على العكس من Fable، ولكن يكسبه من أداء مهن في البيون. هذه المهن هي الحداد، قاطع الأشجار، النادل، القاتل، المهجرون المدنيون (العبيد)، الصيّاد. تستخدم الثلاث مهام الأولى بالضغط على الزر A في أوقات معينة، أما المهام الأخرى فترتبط بالقتال. تتاح هذه المهن تبعا لمدى شهرة اللاعب ومدى تقدمه في القصة. وتستخدم مرة واحدة، لذلك يجب على اللاعب الانتظار حتى تظهر من جديد. أما مهارات التجارة قد يصل مستواها إلى مستوى الخمس نجوم من خلال الحملات الترويجية لكسب المزيد من المال.

### الاستجمام
الاستكشاف له دور أساسي في اللعبة. كما هو الحال في Fable الأصلية، لا يسير اللعب على خط واحد؛ فالمهام الرئيسية يؤديها اللاعب وقتما يشاء، كما أن هناك مهام أخرى لا تؤثر على مسار اللعبة. يختار اللاعب بين أي من الوظائف الكثيرة المختلفة، ألعاب القمار المصغرة، والمشاركة في ساحة mingame التي تسمى Crucible، واستكشاف الزنزانات والمقابر والكهوف، أو التجول في الريف. كما يمكن للاعب أن يختار أن يقتل الأبرياء في المدينة. تؤدي كل هذه الاختيارات إلى مكافآت للاعب في شكل ثروة إضافية، سلع، نقاط خبرة، أو تغيير في سمات الشخصية. الاستكشاف أمر ضروري لاكتشاف الكثير من الألعاب المختفية في شكل 50 مفتاح فضي، خزانات الكنوز الخاصة، وDemon Doors، و50 ميزاب يمكن كسرهم.

### اللعب الجماعى
اللاعبون لديهم القدرة على الدخول والخروج في لعبات اللاعبون الآخرون وقتما أرادوا. ويكون من حق اللاعب المضيف وضع قواعد معينة مثل كيفية تقسيم المكاسب بين اللاعبين، وما إذا كانت النيران الصديقة تعمل أم لا. لا يمكن للاعب المشارك استخدام بطله المعتاد، بل يجب عليه اختيار شخصية إما ذكر أو أنثى. كما لا يمكن له شراء العقارات أو المقامرة في العالم الخاص بصديقه. يتاح اللعب الجماعى من خلال Xbox Live، وSystem Link، واللعب باستخدام console واحد (وحدة طرفية للتحكم).
لا يمكن لعب Fable II  على الإنترنت، ولكن أصبحت Xbox Live القابلة للتحميل المجانى متوفرة منذ تاريخ انطلاق النسخة الأوروبية / الأمريكية التي أضافت هذه الإمكانية. لا يمكن للاعبين اللعب عبر الإنترنت بدونها بسبب كونهم غير متصلين ب Xbox Live.
توصل المصمم بيتر مولينوكس يوم 14 يوليو 2008 في تاريخ معرض الترفيه الإلكتروني لتصميم 'Albion Orbs'. يتيح 'Albion Orbs' للاعب رؤية اللاعبين الآخرين واللعب معهم.
بينما عند اللعب باستخدام نفس ال console، يمكن للاعب الثاني الدخول والخروج في حساب اللاعب الأول باستخدام حسابه الخاص. وإذا كان اللاعب الثاني الذي يستخدم نفس الconsole ليس لديه حساب خاص به، يظهر اللاعب الآخر في شاشة توقف اللعبة. لا يتم حفظ لعب اللاعب الثاني الذي يستخدم هذه الطريقة في لعبة اللاعب الأساسي. اللاعب الأول هو من يقرر مقدار المكافأة التي يحصل عليها اللاعب الثاني من الذهب والخبرة. كما سيكون اللاعب الثاني قادرا على الاحتفاظ بأية خبرة وشهرة وذهب يحصل عليهم لبطله في عالم Fable II  الخاص به من خلال بطاقة ذاكرة إذا كان قد جلب شخصية بطله ولم يبدأ شخصية جديدة. كما يمكن للاعب الثاني استخدام Xbox 360، وبذلك سينتقل الذهب والخبرة لهناك.

## الملخص

### وصف المكان
على غرار اللعبة الأولى، تدور أحداث Fable II  في عالم البيون، بعد حوالى 500 سنة في وضع مشابه لبداية الفترة الحديثة. لم تعد رابطة الأبطال موجودة؛ وبعد هزيمة جاك من Blades، دخلت البيون فترة من الاستقرار والأمان النسبي لم يعد هناك حاجة خلالها لوجود الأبطال الفاسدين. في نهاية المطاف ثار شعب البيون ضد الرابطة ودمروها. تسيطر الآن التصميمات الغريبة للأسلحة النارية على فن الحرب. توسعت مدن مثل Bowerstone توسعا كبيرا، وأطاحت العلوم الحديثة والفلسفة بالأفكار القديمة وديانات القرون الوسطى في البيون.
يقل عدد المواقع عما كان في اللعبة الأولى، إلا أنها توسعت كثيرا. وباتت جزر Witchwood وHook Coast فضلا عن Northern Waste يتعذر الوصول إليها. هناك أيضا العديد من الإشارات إلى أرض سمرقند في اللعبة، على الرغم من أن اللاعب لم يسافر إليها. المواقع التي يمكن للشخصية السفر لها محددة أدناه. عندما يصل اللاعب لسن الرشد، يبدأ اللعب في منطقة تسمى Bower Lake.
إن العالم في Fable II  ديناميكي وتفاعلي ويسمح بالتجول الحر. يمكن تغيير أشياء كثيرة منذ بداية اللعبة خلال حياة البطل؛ أعطى مولينوكس مثالا على ذلك بمخيم للتجارة يمكن للاعب إما أن يكمله أو يدمره. من شأن التداول في هذه المخيمات أن يزيد من الأرباح، مما يؤدى لنمو بلدة صغيرة من حولهم.
بالإضافة إلى ذلك، يمكن اقتناء كل الممتلكات التي يمكن الوصول إليها (الممتلكات التي يمكن أن يدخلها اللاعب)، وغالبا ما تفتح هذه الملكية المجال للسعى. هذا إلى جانب شراء واستئجار المنازل والأعمال التجارية والأكشاك المتاحة حاليا للشراء. تأتى هذه الأعمال التجارية بعائد للاعب كل 5 دقائق، ويتوقف هذا العائد على نوعية الأعمال التجارية، ومستوى الاقتصاد في المدينة، ورأى صاحب المتجر (صاحب المتجر صاحب الرأى السديد يعمل بشكل أفضل). ويتاح هذا حتى عندما يكون Xbox 360 متوقفا. ويتراكم الإيجار كذلك كل 5 دقائق. أيضا إذا كان اللاعب يزور المحلات التجارية الخاصة به، ستتحسن نوعية السلع وكذلك تتحسن كفاءة المتجر. يتمكن اللاعبون من تأثيث المنازل بالأثاث وغيره من السلع المتاحة للبيع. بالإضافة إلى ذلك، سيتم منح ألقاب لشراء الممتلكات، فإذا اشترى اللاعب كل المبانى والأراضي في البلدة، يصبح عمدة هذه البلدة؛ وكذلك امتلاك المزيد من الأراضي يعطى المزيد من الألقاب مثل الملك/الملكة، وقد يصل الأمر للقب إمبراطور أرض البيون برمتها.
تتميز البيئة في Fable II  بالأشجار التي رسمت فروعها وأوراقها منفصلة لتتحرك حسب طبيعتها الخاصة، يوجد بكل شجرة ما يقرب من 120،000 ورقة. كما يوجد في ألبيون نحو 15 مليون شجرة خشخاش.
العالم في البيون متاح تماما، كان اللاعب في Fable  الأصلية مقيدا بأسوار، لكنها أزيلت الآن. قال بيتر مولينوكس «أي مكان يبدو أنه يمكنك الذهاب إليه، فيمكنك الذهاب إليه.»

### الشخصيات
تضم Fable II شخصيات جديدة وكذلك قديمة في هذه السلسلة. هذه الشخصيات هي:
- بطل Bowerstone : هو بطل اللعبة الذي يجمع أبطال القوة والإرادة والمهارة لمنع لوسيان من استخدام سباير. يُعرف البطل في بداية اللعبة باسم Little Sparrow أي سبارو الصغير (ثم يطلق عليه سبارو عندما يصل لمرحلة البلوغ). يلتقى البطل بكلب في بداية المغامرة ويظل وفيا معه لسنوات. توجد إشارة ضمنية إلى أن البطل هو سليل البطل Oakvale، بطل Fable  الأصلية والشقيق الأصغر لتريزا.
- تريزا (زوي واناماكر): هي العرافة الكفيفة التي قابلها اللاعب أول مرة في البلدة القديمة أيام شبابه، وهي التي شجعت روز على شراء الصندوق السحري. وهي نفس تريزا التي كانت في اللعبة السابقة نظرا لمعرفتها بتاريخ البيون بما في ذلك المملكة القديمة، واكتسبت قدراتها من الإرادة، وكونها كفيفة، وإشارتها العارضة ل Oakvale بأنها "مختلفة عما كانت عليه عندما رأتها آخر مرة" عندما دمرت منذ عدة مئات من السنين قبل بداية اللعبة، ومعرفتها بالبطل Oakvale. أشار المدير الفني جون ماكورماك في دليل اللعبة إلى أنها هي نفس شخصية تريزا في اللعبتين، "لقد استخدمنا القليل من الروابط ب Fable الأصلية في التكملة. كان استخدام تريزا من أهم الأمور، حيث كانت الأخت العمياء للبطل في Fable 1. هي الآن عرافة غريبة، دائمة الشباب، متجولة في البيون وتعتبر مرشد اللاعب طوال اللعبة... ولكن هناك المزيد لتقدمه أكثر من كونها معلمة خاصة... إنها لديها أسرار ودوافعها ليست واضحة.[13]
- روز (جيما بويل) : هي الشقيقة الكبرى للبطل، وهي يتيمة. تبقى على قيد الحياة بالكاد في شوارع Bowerstone، لديها القليل من الثقة في أي شيء، ولا تعتقد في وجود السحر. لكن هذا يتغير عندما تخبرها تريزا أن الصندوق الموسيقي قد يكون سحرىّ بالفعل. أطلق عليها لوسيان الرصاص وماتت في نهاية مرحلة الطفولة في اللعبة، وعلى الرغم من أن دمها دم بطولي مثل شخصية اللاعب، إلا إنها ليست واحدة من الثلاثة، في حين أن البطل هو الرابع. إذا اختار اللاعب النهاية "needs of the few"، فهذا يعني ضمنا أن روز أُحييت من جديد مع عائلة سبارو والكلب، وأنها مع رجل غامض لا تذكر اسمه على الرغم من إخبارها به، والذي يشبه في مظهره Scythe.
- اللورد لوسيان (اوليفر كوتون): هو الشرير الرئيسي في القصة، وهو لورد Bowerstone. توفيت زوجة لوسيان وابنته قبل بضع سنوات من بداية اللعبة، مما ملأه بالخوف. يعتقد البعض أن سعيه للسيطرة على سباير كان بدافع رغبته في إحياء عائلته. قتل في النهاية إما على يد Reaver أو البطل قبل أن يتمكن من تفعيل سباير. يبدو أن جنونه كان معروفا عنه أكثر من الأبطال الأربعة الآخرين وتريزا، حيث يوجد كتاب مثير للجدل عن حالته العقلية.
- الأخت «هامر» هانا (جوليا سوالها): بطلة القوة، وهي ابنة رئيس الدير في معبد الضوء في Oakfield. على الرغم من اشتهارها بالقوة الخارقة، إلا أنها كانت مسالمة عندما بدأت اللعبة وفقا لمعتقداتها الدينية. لكنها سرعان ما تغيرت عندما انضمت لسعي البطل للقضاء على لوسيان بعدما اغتال أحد رجاله والدها. هي على استعداد للقتال دائما، إلا أنها أدركت في النهاية أنها تتسبب في عنف يمرضها. اختارت في نهاية اللعبة أن تغادر البيون لتذهب للدراسة مع رهبان واريور في الشمال. إنها دائما لديها نوايا طيبة، وتتمنى أن يعم السلام في العالم.
- غارث (رون جلاس): بطل الإرادة، وكان في السابق مرتبط بلوسيان، ولكن بعدما علم بنواياه الخبيثة، تركه واستقر في Brightwood. إنه مستخدم قوى للإرادة، كما أنه باحث في عصر الدولة القديمة، يخوض في التاريخ ويتعلم الكثير من الإرادة. عاد في نهاية اللعبة إلى سمرقند، الأرض غير المرئية ووطنه.
- Reaver (ستيفن فراي): بطل المهارة وعمدة Bloodstone، إنه فاشل، أناني، متغطرس، ولا يهتم إلا بنفسه. وهو أيضا مخنث، أشار لذلك شريكه السابق أندرو. أفادته مهارته الممتازة في استخدام المسدس بعدما حصل على لقب قرصان في Bloodstone. إنه كثيرا ما يحتال على الآخرين أو يجبرهم على طاعة أوامره، وصبره قليل جدا. باع في شبابه سكان Oakvale إلى Shadow Court كى يحصل على الشباب الأبدى، وكان عمره أكثر من مائتى سنة عند بداية القصة. يذهب في نهاية اللعبة إلى سمرقند مع غارث، إلا أن غارث يحذره ليبقى على بعد.

### أحداث اللعبة
تبدأ اللعبة في مدينة Bowerstone، حيث يحلم طفل صغير اسمه سبارو وأخته أو أختها الكبرى روز بالعيش في قلعة فيرفاكس التي يعيش بها اللورد لوسيان. يقطع أحلامهم سماع صوت ضجة في السوق. هناك رجل غني يعرف باسم Mystical Murgo يبيع 'التركيبات' السحرية، مثل مرآة تجعل الشخص جميلا (ولكن في الظلام التام)، وصندوق سحري يحقق الأمنيات. تسخر روز من السحر، ولكن تحكى لها امرأة عجوز تدعى تريزا خلاف ذلك، وتخبرها أنه قد يكون سحرىّ بالفعل.
تقرر روز وشقيقها سبارو جمع العملات الخمس المطلوبة لشراء الصندوق بكل اهتمام وشغف، ويقوما بأشياء غريبة مثل جمع المذكرات والتقاط صورة فوتوغرافية لهما. يجدون أثناء هذا الوقت مشاغبا يؤذى كلبا. وتمكنوا أخيرا من جمع الأموال اللازمة، واشتروا الصندوق وتمنوا أن يعيشوا في قلعة فيرفاكس. ثم يختفي الصندوق في ومضة من الضوء، ويبدو أنه لا يعمل. يعود الاثنان إلى كوخهما فزعين ليجدوا الكلب في انتظارهما.
وفي منتصف الليل، أيقظهما أحد الحراس الذي رافقهما لقلعة فيرفاكس بأمر من اللورد لوسيان. شعر الاثنان بسعادة غامرة أن رغبتهما قد تحققت، وتبعا الحرس بفارغ الصبر. بعدما قابلا اللورد لوسيان أخبراه عن الصندوق، فطلب منهما أن يقفا داخل دائرة على الأرض. ينبعث ضوء أزرق من حافة الدائرة، ويتحول إلى اللون الأحمر عندما يلمسه لوسيان من غضبه. أعلن أن أي منهما ليس من الثلاثة، وأحدهما هو الرابع، فأطلق النار على روز وبعدها سبارو الذي سقط من النافذة.
علم سبارو عندما استيقظ أنهم نجوا من السقوط، وأنقذهما تيريزا والكلب. بعد مرور عشر سنوات، يعيد لوسيان بناء Tattered Spire الذي يمنح المستخدم قدرة هائلة. قالت امرأة مسنة لسبارو أنهم من نسل بطل عظيم، وأن لوسيان سيسقط. ومع ذلك يجب أن يجد سبارو ثلاثة أبطال من أجل هزيمة لوسيان بقواهم جميعا. بدأ البطل رحلته العظيمة نظرا لسعيه لوقف خطط لوسيان. كان عليه أو عليها أن يسافر إلى Oakfield ليجد هامر، وهي الكاهنة التي تشعر بالغضب إزاء حقيقة أنها لا يسمح لها بالقتال. عندما أصبحت بطلة القوة، رافقت البطل أو البطلة في رحلته.
عندها ذهبا للعثور على غارث بطل الإرادة. عندما يذهب البطل إلى برجه، يشاهدوا إلقاء القبض على غارث. يصبح هو أو هي حارسا في سباير لمدة عشر سنوات قبل أن يتمكن من إنقاذ غارث. عند ذلك، يقتل مأمور السجن ثم يتجه إلى Reaver بطل المهارة.
يطلب Reaver وهو أحد القراصنة السابقين الذين يعيشون في Bloodstone من البطل أن يأخذ عجل البحر 'لأصدقائه' في Wraithmarsh (المنطقة المحيطة ب Oakvale والتي دمرت منذ فترة طويلة). يصبح عجل البحر هذا قربانا يجب أن يقدم لCourt of Shadows كى يتمتع Reaver بالشباب إلى الأبد. ويكون لدى البطل الخيار بين التضحية بشبابه، أو التضحية بشباب امرأة محبوسة في المحكمة.
يعود البطل إلى Reaver في قصره وعندها يهجم لوسيان وجيشه، والذي أحضرهم هم Reaver الذي أراد أن يجمع الجوائز للبطل. عندما يعلم ريفر أن لوسيان سيقتله أيضا، يهربوا معا عبر نفق وتقنع تيريزا ريفر بالانضمام إليهم حتى يهزموا لوسيان.
يؤدى الأبطال أحد الطقوس فوق تلة مطلة على رابطة الأبطال القديمة، ولكن لوسيان هاجمهم أثناء الطقوس، مما اسفر عن قتل كلب البطل والبطل نفسه قبل القبض على الآخرين.
رأى البطل حلما يشبه الجنة عاد فيه مرة أخرى للطفولة، وقضي يوما يلعب مع شقيقته روز. بمجرد أن يخيّم الليل، يبدأ عزف موسيقى من العالم الآخر، تجعله برى كوابيسا مع توسل شقيقته لهم ليبقوا، يحصل البطل على الصندوق الموسيقى منذ بداية اللعبة. ثم أُخذوا إلى سباير حيث المكان الذي يسلب فيه لوسيان قوى الأبطال. هزم البطل لوسيان باستخدام صندوق الموسيقى، ثم إما أن يطلق هو النار عليه أو ينتظر Reaver ليطلق عليه النار، يغضب ريفر من حديث لوسيان.
تظهر تيريزا عندما يموت لوسيان وتمنح البطل أحد ثلاث أمنيات: إحياء آلاف من العمال الذين لقوا حتفهم أثناء بناء سباير؛ أو إحياء كلبه وروز وأسرته إذا كان متزوجا، بعدما قتلهم لوسيان، عندما كان البطل يجند Reaver؛ أو تعطيه كمية هائلة من الذهب. بعدما يفرق الأبطال الطرق وتحبر تريزا البطل أن البيون ملكه ليتمتع بها، لكن تحذره من أن سباير ملكها هي.

## التسويق

### حكايات البيون
خصصت Lionhead Studios قسم في موقعها الإلكترونى بعنوان «حكايات البيون»،  تعرض فيه قصصا من Fable ، وFable: The Lost Chapters، و' وFable II. وتقدم "Fragments of the Old Kingdom" تفاصيل عن كيف أن Archon جاء إلى السلطة في البيون، وكيف تأسست رابطة الأبطال. كما تروى "Tales" نهاية الأبطال والدمار الذي لحق برابطتهم في "Fall of the Heroes"، و"Travels in Today's Albion" (الذي تم الانتهاء منه منذ صدوره) يقدم وصفا لبعض الأماكن.

### المسابقات على الإنترنت
أتاحت Lionhead المسابقات على الإنترنت من خلال منتدياتها، تماما كما فعلت ' مع The Movies. أطلق على أحد هذه المسابقات عنوانا لاستخدامه في اللعبة، على غرار اللعبة الأولى عندما لقبت الشخصية بعدة ألقاب اشترتها من"Title Vendor" وقالت Lionhead أن هذه الألقاب سيتم شراؤها ولكن يجب أن تحصل عليها الشخصية أولا. تشترى هذه الألقاب من منادي البلدة في ' Fable II، واللقب الذي تفوز به هو لقب Lionheart. كما تجرى منافسة "insult the hero" ثم يعلن عن الفائز. يوم 30 مايو، أعلنت Lionhead عن مسابقة للأعمال الفنية التي يمكن استخدامها في اللعبة، لكن لم يعلن عن أي فائز إلى الآن.

### الفيديو
- يوم 24 مايو 2007، صدرت الحلقة الأولى من The Lionhead Diaries، لإظهار جانب الحب والعاطفة في Fable II .[15]
- يوم 30 يوليو 2007، صدرت الحلقة الثانية مع تسليط الضوء على نظام القتال باستخدام الزر الواحد، وتعرض لعب موظفي Lionhead لكرة القدم ضد Microsoft satellite Rare والفوز عليهم. كما اشتملت على إرشادات متخصصو العراك لشخصيات الرسوم المتحركة.[15]
- يوم 8 أكتوبر 2007، صدرت الحلقة الثالثة، وتعمّقت حول Central Technology Group، وصاحب ذلك الذكرى السنوية العاشرة ل Lionhead.[15]
- يوم 11 يناير 2008، صدرت الحلقة الرابعة مع التركيز على كيف شكّلت إدارة الرسومات عالم البيون.[15]
- يوم 19 مارس 2008، صدرت الحلقة الخامسة للبحث عن السحر، GDC 2008، والتعاون.[15]
- يوم 24 يونيو 2008، صدرت الحلقة السادسة "Art and the Hero"، لتلقي النظر على العمل الفني للبطل، والبيون، والعديد من الشخصيات المختلفة في Fable II.[15]
- يوم 2 أكتوبر 2008، صدرت الحلقة السابعة "Music and Audio"، والتي تبين كيف وأين كان المكان الرئيسي حيث تم تسجيل الصوت ، وأخذ لمحة قصيرة عن المواهب الصوتية المختلفة في اللعبة.[15]
- في 8 يناير 2009، صدرت الحلقة الثامنة "Finishing Fable II & Creating Knothole Island"، تعرض سعادة فريق Lionhead باكتمال Fable II، وإلقاء نظرة سريعة على كيفية تشكيل جزيرة Knothole، ولماذا لم تبحر السفينة في كانون الأول 2008.
- في مايو 2009 الحلقة التاسعة "See the Future".[15]

عظر=== Fable II Pub Games ===
في أغسطس 2008 أصدرت Lionhead Studios لعبة Fable II Pub Games. وهي تشمل ثلاث ألعاب يمكن لعبها في الحانات خارج البيون؛ فورتشن تاور، وكيستون، وسبينر بوكس. يمكن تحميل 800 نقطة مايكروسوفت للألعاب الثلاث من Xbox Live Marketplace.
يقدم بعض تجار التجزئة لألعاب الفيديو بدلا من ذلك رمزا للمنتج يقدم عند شراء ' Fable II.
ظهر خلل بعد الإصدار سمح للاعبين كسب مبالغ من المال لا حدود لها، ومن غير المعروف ما إذا كان هذا يؤثر على الشخصية داخل اللعبة أم لا. (وقالت بعض تقارير المستخدم [من؟] أن قدرا معينا من نقاط الفساد ستضاف إلى البطل بعد إضافة ألعاب الحانة. لم يتم التحقق من هذه الأرقام ولكن يقال أنها تزداد مع مقدار المال المكتسب من نقاط «الفساد» هذه).

### إصدار فيلم قصير
يوم 17 أكتوبر 2008 أصدرت Microsoft Game Studios وLionhead Studios الجزء الثاني لFable II  في كل من Xbox Live Marketplace وموقع Xbox.com وLionhead.com. يسأل الفيلم سؤال من تريد أن تصبح؟، بينما يعرض نوعى الحياة في عالم البيون.

## محتوى قابل للتحميل
Knothole Pack
- تاريخ الإصدار : 13 يناير 2009 [16]
- حزمة محتويات هدية : 800 نقطة مايكروسوفت
- الميزات : خريطة جديدة، أسئلة جديدة، بنود جديدة
- المميزات : تشمل DLC ثلاثة إنجازات جديدة بقيمة 100 نقطة.[17]
- تحديث مجانى : يتيح للمستخدمين اللعب مع أولئك الذين قاموا بتنزيل المحتوى الجديد. بالإضافة إلى إتاحة بنود إضافية وleaderboards وملابس.
- النقد : تلقّى DLC آراء متوسطة من النقاد الذين أثنوا على جودة العناصر الجديدة، والقيم الإنتاجية للجزيرة نفسها، ولكنهم انتقدوا قصر البحث.

See the Future
- تاريخ الإصدار : 12 مايو 2009 [18]
- حزمة محتويات هدية : 560 نقطة [19][20]
- الإنجازات : تحتوى DLC على 13 إنجاز جديد بقيمة 250 نقطة.[17]
- الميزات : تشمل DLC البحث عن ثلاثة صفات مكروهة للتاجر مورجو. بالإضافة لهذه الميزات الجديدة، أضيفت منطقة جديدة وأصبح لدى اللاعبين القدرة على تغيير فصيلة الكلب.
- النقد: ينبغي أن يتاح «Fable 2: See The Future للشراء لمشجعي Fable. إنه لا يضيف الكثير من التغييرات لجذب من لم يستمتع باللعبة الرئيسية، ولكنه بمثابة توسيع للعبة في الأجزاء التي تحتاج ذلك.» [21]

اعتبارا من شهر سبتمبر 2009، ستكون Fable II بالكامل متاحة للتحميل من خلال Microsoft's Xbox Live Game Marketplace. الإصدار المتاح للتحميل مقسّم إلى 5 حلقات مماثلة لاسطوانة اللعبة. الحلقة الأولى من اللعبة متاحة للتحميل مجانا، بينما الحلقات 5،4،3،2 يمكن شراؤها من داخل اللعبة. الإصدار المتاح للتحميل يضم كل الإنجازات والتحديات والإثارة التي تحويها الاسطوانة، فضلا عن التوافق التام مع Game Add-ons التي سبق إصدارها "Knothole Island" و"See the Future." بالإضافة إلى ذلك، إذا اخترت شراء أسطوانة اللعبة سيتم حفظ التقدم الذي حققته ومواصفات الشخصية والعناصر من الحلقة الأولى ونقلها للأسطوانة.

## طبعة محدودة
قبل إصدار اللعبة، كانت هناك مشكلة في الإنتاج أدت إلى إزالة تمثال Hobbe، والصندوق الخاص، وبطاقات النهاية من حزمة طبعة هواة الجمع. ولذلك انخفضت أسعار التجزئة المقترحة إلى السعر العادي للعبة في بعض المحلات. لتقديم الاعتذار عن ذلك، أصدرت Lionhead Studios ألبوم موسيقى مجانى متاح للتحميل من شبكة الإنترنت (وليس اكس بوكس لايف)، يحتوي على العديد من الأغاني من Fable 1 وثلاث أغنيات من Fable 2، فضلا عن نسخة pdf لبطاقات تحديد المصير. كانت هناك قضية أخرى وقعت في أمريكا الشمالية تسببت في عدم وجود البطاقات الرمزية لمحتويات اللعبة في ألعاب الطبعة المحدودة.
أتيحت طبعة محدودة عند موعد الإصدار بالميزات الإضافية التالية:
- 1 بطاقة رمزية لمحتويات اللعبة (يمكن تنزيلها من إكس بوكس لايف)
- اسطوانة هدية ل«كواليس Fable II»

## المسائل التقنية
واجه عدد من المستخدمين بعض المسائل التقنية عند الكتابة على لوحة رسائل Fable II . لعل أبرزها تجميد  توالى المشكلات،  وإفساد حفظ اللعبة. كما واجه الكثير من المستخدمين اختفاء الأزواج، مما يجعل اللعبة غير مكتملة في النهاية. يمكن الحصول على قائمة كاملة بالمشكلات التي تواجه اللعبة من على Lionhead رسالة المجلس. وفقا لdigitalbattle.com، أصدرت Lionhead بيانا حول الأخطاء، "بعض الأمور التي تتفلت من الشبكة أثناء التحديث، وخصوصا عندما تكون اللعبة بحجم ونطاق Fable II، ومرة أخرى، لا يسعنا إلا أن نعتذر عن هذه المسألة، ولكننا نبذل قصارى جهدنا. لم تذكر هذه المسائل صراحة في ملاحظات Title Update 2.

## رأي النقاد
| استقبال |         |
| --- | ------- |
| نتائج المراجعة نشرة نقاط إدج 9/10 إلكترونك غيمينغ مونثلي A A- A- [ 27 ] يورو غيمر 10/10 [ 28 ] غيم إنفورمر 9.25/10 [ 29 ] غيم برو 4.5/5 [ 30 ] غيم سبوت 8.5/10 [ 31 ] غيم تريلرز 8.6/10 [ 32 ] آي جي إن 8.8/10 [ 33 ] مجلة إكس بوكس الرسمية (المملكة المتحدة) 8/10 [ 34 ] مجلة إكس بوكس الرسمية (الولايات المتحدة) 9.5/10 [ 35 ] فيديو غيمر.كوم 9/10 [ 36 ] إكس-بلاي 5/5 [ 37 ] |         |
| نتائج المراجعة |         |
| نشرة | نقاط    |
| إدج | 9/10    |
| إلكترونك غيمينغ مونثلي | A A- A- |
| يورو غيمر | 10/10   |
| غيم إنفورمر | 9.25/10 |
| غيم برو | 4.5/5   |
| غيم سبوت | 8.5/10  |
| غيم تريلرز | 8.6/10  |
| آي جي إن | 8.8/10  |
| مجلة إكس بوكس الرسمية (المملكة المتحدة) | 8/10    |
| مجلة إكس بوكس الرسمية (الولايات المتحدة) | 9.5/10  |
| فيديو غيمر.كوم | 9/10    |
| إكس-بلاي | 5/5     |

كان رأى النقاد في اللعبة إيجابى. كما امتدحوا ارتباطها باللعبة الأصلية مع وجود بعض التغييرات التي أعادت تعريف نظام اللعبة. اعتبارا من يوم الخميس 6 نوفمبر 2008، تشكل Fable II  حوالى 89 ٪ من مجموع استعراضات موقع ميتاكريتيك  و88.7 ٪ في غيم رانكينغز.
رحّب يورو جيمر ب "bread crumb" في اللعبة، «فهو يساعدك قي الوصول لهدفك التالى، كما أنك لا يمكن أن تفقده طالما ما زال يسمح بلاستكشاف العميق.»  أشاد OXM باللعبة بأنها «التتمة الأكثر انتظاما»، وأشار إلى أن القتال يكون «رائعا عندما تفوز ولا يوجد غير الغضب عندما تخسر.»  فازت اللعبة بجائزة أفضل لعبة X-play في العام، لكنها تلقت بعض الانتقادات من المشاهدين وG4 كيفن بيريرا، الذي قال أن Fallout 3 وLittleBigPlanet، أو Left 4 Dead تستحق الجائزة أكثر منها.
كما أشادت بيتا بلعبة Fable II  لكونها صديقة للحيوان، ومنحتها جائزة Proggy لأكثر لعبة صديقة للحيوان عام 2008، قائلة أنهم أعجبوا بتأييد اللعبة لنظرية العيش على النباتات، وأنها تعطى اللاعب نقاط نقاء لتناول الطعام من غير منتجات اللحوم ونقاط فساد لأكل اللحوم. ومع ذلك تشجع اللعبة على إيذاء حيوانات معينة.

### الجوائز
- أفضل آي جي إن لعام 2008:
  - Best Original Score (Xbox 360)
- جائزة أفضل لعبة X-play لعام 2008
- جائزة أفضل لعبة Joystiq لعام 2008
- جوائز ألعاب فيديو الأكاديمية البريطانية لأفضل لعبة مغامرات في عام 2008.

### المبيعات
وفقا لما قاله NPD، حصلت اللعبة على لقب الأكثر مبيعا في الولايات المتحدة خلال الشهر الأول من انطلقها في شهر تشرين الأول / أكتوبر 2008 حيث بيع منها 790،000 نسخة. حققت اللعبة هذه المبيعات على الرغم من صدورها في 21 أكتوبر، أي لم يتبق وقت للمبيعات سوى 9 أيام قبل نهاية الشهر. نجحت اللعبة وبيع منها 2.6 مليون نسخة حتى 19 آذار / مارس 2009، وحققت أفضل مبيعات لإكس بوكس 360.

## التكملات
قال بيتر مولينوكس، «لدينا خطط للجزء الثالث من Fable، وكذلك الرابع والخامس ،» وقال أيضا «إنها قصة كبيرة وعندما تلعب Fable II  ستتعرف على أشياء من ' Fable I». أعلن رسميا عن Fable III في جيمز كوم في 19 أغسطس 2009.
بعد جوائز الأكاديمية البريطانية لفنون السينما والتلفزيون في مارس 2009، كشف المذيع البريطاني جوناثان روس على صفحة تويتر الخاصة به أنه عرض عليه أن يؤدى صوتا في أحد أدوار Fable III. وذكر أيضا أن الفنان الكوميدي تشارلي بروكر كان ليشارك بصوته في اللعبة أيضا.

## وصلات خارجية
- مسؤول موقع المملكة المتحدة
- مسؤول أمريكي موقع
- موقع مطور
- فيديو يوميات الموقع